# Khalid Boulahrouz
Khalid Boulahrouz [χalid bula(h)ˈruːz] (* 28. Dezember 1981 in Maassluis) ist ein ehemaliger niederländischer Fußballspieler.

## Karriere

### Verein
Als Jugendlicher war Boulahrouz unter anderem bei Ajax Amsterdam aktiv und spielte ab 2001 für den RKC Waalwijk in der niederländischen Eredivisie.
Von 2004 bis 2006 trug der Abwehrspieler das Trikot des Hamburger SV. Dort avancierte der Sohn marokkanischer Einwanderer dank seiner kämpferischen Qualitäten schnell zum Publikumsliebling. In seiner ersten Bundesliga-Saison absolvierte der „Kannibale“, wie er wegen seiner aggressiven Spielweise genannt wird, 24 Spiele für den HSV und erzielte dabei ein Tor.
Zu Beginn der Saison 2006/2007 wechselte er für ca. 13 Millionen Euro zum FC Chelsea. Bei diesem Wechsel geriet er in negative Schlagzeilen, weil er beim Champions-League-Qualifikationsspiel des HSV gegen CA Osasuna eine schwere Verletzung vorgetäuscht haben soll, um kein Europapokalspiel des HSV zu absolvieren und somit für den FC Chelsea in diesem Wettbewerb spielberechtigt zu sein. Beim FC Chelsea jedoch hatte er aufgrund der höheren Konkurrenz einen nicht so großen Erfolg wie beim HSV, er saß häufig auf der Bank oder wurde komplett aus dem Kader gestrichen.
Zur Saison 2007/08 wurde er für ein Jahr zum FC Sevilla ausgeliehen. Der Verein besaß für Boulahrouz eine Kaufoption über 8 Millionen Euro. Auch dort verbesserte sich seine sportliche Situation nicht. Im Laufe der Saison kam er lediglich zu sechs Einsätzen in der Liga (der letzte hiervon bereits am 10. Spieltag), einem im nationalen Pokalwettbewerb und je einem weiteren in Champions-League-Qualifikation und -Gruppenphase.
Am 21. Juli 2008 wechselte Boulahrouz vom FC Chelsea zum VfB Stuttgart. Nachdem er in den ersten Spielzeiten 2008–2011 beim VfB nicht immer zum Einsatz kam (nie mehr als 21 Spiele pro Saison, lange Verletzungspause 2009/10), wurde er zu Beginn der Saison 2011/12 Stammspieler und erzielte am 8. Spieltag (30. September 2011) beim 2:0-Auswärtssieg gegen den 1. FC Kaiserslautern im 50. Spiel für den VfB, seinem insgesamt 102. Bundesligaspiel, sein zweites Bundesligator.
Am 3. Mai 2012 gab der VfB Stuttgart bekannt, dass man den zum 30. Juni 2012 auslaufenden Vertrag mit Boulahrouz nicht verlängern werde.
Am 18. Juli 2012 unterschrieb Khalid Boulahrouz bei Sporting Lissabon einen Zweijahresvertrag mit einer Option für eine weitere Saison. Nachdem er nur elfmal in der Liga zum Einsatz gekommen war, ließ er den Vertrag am 2. September 2013 auflösen in der Hoffnung, ablösefrei einen neuen Verein zu finden. Am 7. Oktober 2013 verpflichtete ihn der dänische Erstligist Brøndby IF bis zum Ende der Saison 2013/14. Anschließend kehrte Boulahrouz in die Niederlande zurück, wo er bei Feyenoord einen Jahresvertrag mit Option auf ein weiteres Jahr abschloss. Die Option wurde allerdings nicht gezogen.
Nach über sieben Monaten Vereinslosigkeit verkündete er Mitte Februar 2016 das Ende seiner Karriere.

### Nationalmannschaft

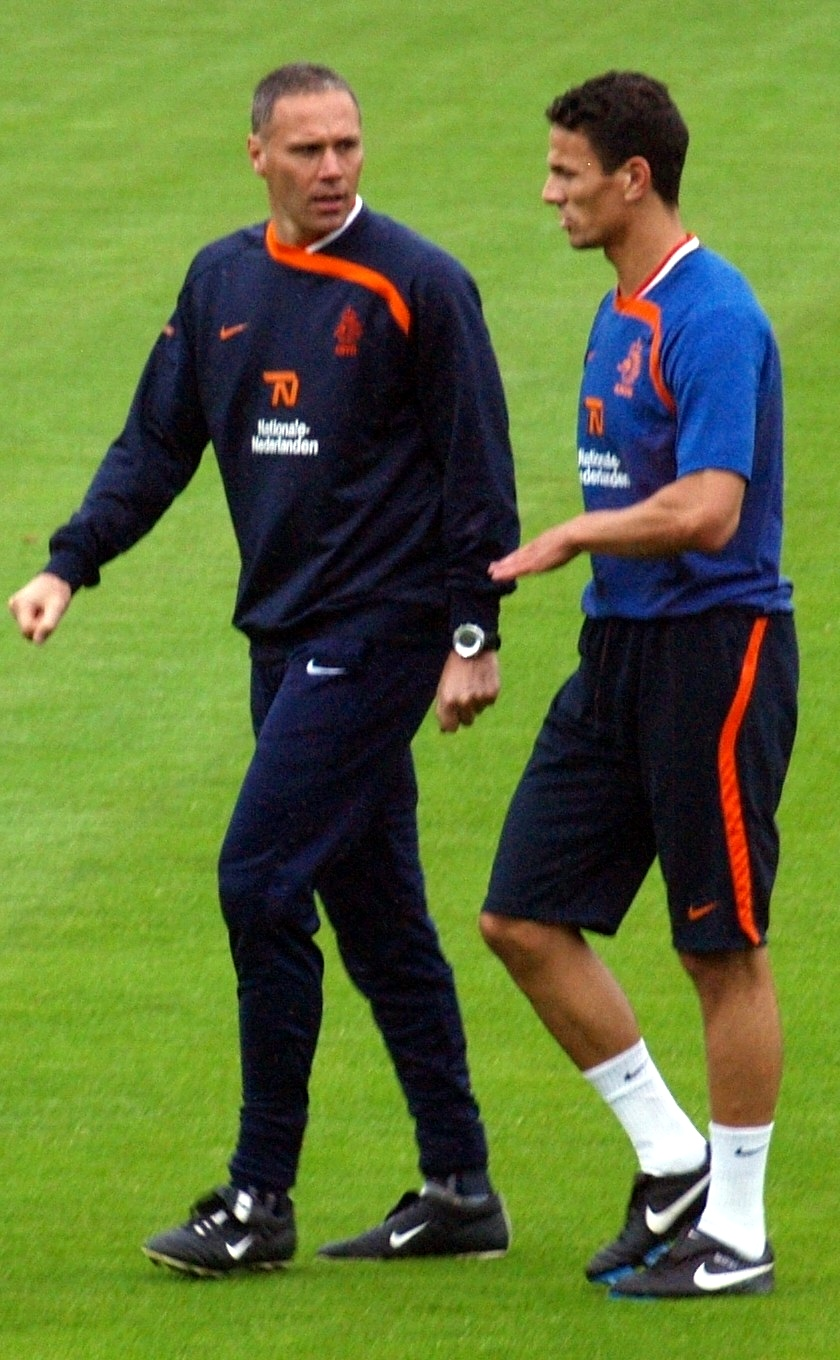
Boulahrouz mit Marco van Basten

Am 3. September 2004 gab Boulahrouz beim 3:0-Sieg über Liechtenstein sein Debüt in der niederländischen Nationalmannschaft. Bei der WM 2006 wurde er in allen vier Spielen eingesetzt, sah jedoch im verlorenen Achtelfinale nach wiederholtem Foulspiel die Gelb-Rote Karte. Auch bei der Fußball-Europameisterschaft 2008 gehörte er zum Kader der Niederländer und stand bei allen vier Spielen auf dem Platz. Nach dem enttäuschenden Auftritt der Niederlande bei der Fußball-Europameisterschaft 2012, bei der die Mannschaft alle drei Vorrundenspiele verlor schied Boulahrouz im Zuge des Rücktritts von Bondscoach Bert van Marwijk aus dem Kader der Nationalmannschaft aus.

## Privates
Boulahrouz heiratete im Dezember 2006 die türkischstämmige Sabia Thele (geb. Engizek), die seinen Namen annahm. Während der Fußball-Europameisterschaft 2008 verstarb seine drei Monate zu früh geborene Tochter einen Tag nach der Geburt. Beim darauffolgenden Viertelfinalspiel gegen Russland, bei dem Boulahrouz in der Anfangsaufstellung stand, spielte die niederländische Nationalmannschaft daher mit Trauerflor.
Im März 2010 bekam das Paar erneut eine Tochter, ein Jahr später folgte ein Sohn. Anfang 2013 trennte sich das Paar.